# Eustroma interplagata
Eustroma interplagata är en fjärilsart som beskrevs av George Francis Hampson 1895. Eustroma interplagata ingår i släktet Eustroma och familjen mätare. Inga underarter finns listade i Catalogue of Life.